# Pseudalosterna imitata
Pseudalosterna imitata là một loài bọ cánh cứng trong họ Cerambycidae.